# Saint-Pourçain-sur-Besbre

Saint-Pont este o comună în departamentul Allier din centrul Franței. În 1 ianuarie 2022 avea o populație de 368 de locuitori.